# Coppa Spengler 2000
L'edizione 2000 della Coppa Spengler, il più antico torneo internazionale per club di hockey su ghiaccio, si è svolta 26 dicembre al 31 dicembre 2000.

## Squadre
- Hockey Club Davos
- Team Canada
- Jokerit Helsinki
- HC Sparta Praga
- Colonia

## Qualificazioni

### Partite
- 26 dicembre 2000 15:00 HC Sparta Praga   – HC Davos 2:3 d.p.
- 26 dicembre 2000 20:15 Jokerit Helsinki  – Colonia 4:3 d.r.
- 27 dicembre 2000 15:00 Jokerit Helsinki  – Team Canada 0:3
- 27 dicembre 2000 20.15 Colonia           – HC Davos 0:3
- 28 dicembre 2000 15:00 Team Canada       – Colonia 2:3 d.r.
- 28 dicembre 2000 20:15 HC Sparta Praga   – Jokerit Helsinki 2:0
- 29 dicembre 2000 15:00 Colonia           – HC Sparta Praga 5:1
- 29 dicembre 2000 20:15 HC Davos          – Team Canada 2:3 d.p.
- 30 dicembre 2000 15:00 HC Davos          – Jokerit Helsinki 3:1
- 30 dicembre 2000 20:15 Team Canada       – HC Sparta Praga 5:4

### Classifica
(Squadra - Punti - Reti)
- Team Canada - 7 - 13:9
- HC Davos - 7 - 11:6
- Colonia - 5 - 11:10
- HC Sparta Praga - 3 - 9:13
- Jokerit Helsinki - 2 - 5:11

## Finale
- 31 dicembre 2000 12:00 Team Canada (1.) – HC Davos (2.) 2:4 (2:1, 0:1, 0:2)